# Vierpunkt-Kleinspanner
Der Vierpunkt-Kleinspanner (Scopula immutata), auch Wegerich-Kleinspanner genannt, ist ein Schmetterling (Nachtfalter) aus der Familie der Spanner (Geometridae).

## Merkmale
Die Falter erreichen eine Flügelspannweite von 22 bis 25 Millimeter; die zweite Generation im Süden und Falter im Norden des Verbreitungsgebietes erreichen lediglich 19 bis 23 Millimeter. Die Grundfarbe ist weiß mit gelber Überstäubung von unterschiedlicher Intensität. Besonders bei den Männchen ist die Intensität der Überstäubung größer als bei den Weibchen. Trockenheit und hohe Temperaturen während der Puppenentwicklung induzieren mehr gelbliche Falter mit ausgeprägter Zeichnung. Die welligen Querlinien sind gelblich bis hellbraun gefärbt. In der Regel sind innere Querlinie, Mittelbinde und äußere Querlinie ausgebildet, gelegentlich auch Wellenlinie und Saumlinie. Dabei ist die Wellenlinie, wenn vorhanden, oft breit verwischt. Diskalflecke sind immer vorhanden, allerdings können sie auf den Vorderflügeln deutlich schwächer ausgebildet sein. Saumflecke werden nur gelegentlich ausgebildet, die dann zudem recht klein und unscheinbar sind.
Das Ei ist verhältnismäßig lang, zylindrisch und an beiden Enden abgerundet. Die Außenseite zeigt 15 kräftige Längsrippen und 15 bis 18 etwas feinere Querrippen. Es ist zunächst gelbweißlich gefärbt und wird später hellrot, kurz vor dem Schlüpfen der Eiraupen stellen sich noch purpurrote Flecke ein.
Die Raupe ist grau bis braun gefärbt. Sie ist relativ schlank und wird zum Kopf hin etwas dünner. Die helle und schmale Rückenlinie wird jeweils von einer dunklen Linie begleitet. In den Segmenteinschnitten verbreitern sich diese Linien. Die gelblichen Seitenstreifen sind meist nur schwach entwickelt. Der abgeflachte Kopf ist bräunlich gefärbt.
Die Puppe ist hellbraun gefärbt, die beiden Enden sind etwas dunkler. Sie misst acht bis neun Millimeter in der Länge und 3,6 bis 3,9 Millimeter im Durchmesser. Die Flügelscheiden sind noch etwas heller bis leicht grünlich. Der Kremaster ist relativ groß, abgerundet und in der Lateralansicht keilförmig. Er ist etwas kürzer (oder gleich lang) wie an der Basis breit.

## Geographische Verbreitung und Habitat
Das Verbreitungsgebiet des Vierpunkt-Kleinspanners ist typisch gemäßigt bis boreal. Es reicht von der französischen Westküste und den Britischen Inseln bis an den Ural. Im Norden geht es bis nach Mittelskandinavien, im Süden bis Mittelitalien und Südbulgarien. Allerdings sind diese letzteren Vorkommen isoliert von der Hauptpopulation und auf höhere Regionen beschränkt. Außerdem gibt es ein isoliertes, sehr kleines Vorkommen in Nordportugal und Nordostspanien sowie Nachweise in Korsika und Sardinien. Allerdings müssen diese Funde noch bestätigt werden. Außerhalb Europas zieht sich die Verbreitung über das Kaukasusgebiet, Kasachstan, Südsibirien, die Mongolei bis in den Fernen Osten und Sachalin.
Die Art ist feuchtigkeitsliebend und kommt daher bevorzugt in feuchten Wäldern, Sümpfen, Mooren, feuchten Wiesen und entlang von Flüssen vor. In der Vertikalen kommt die Art von Meeresniveau bis in etwa 700 Meter Höhe vor. In den Alpen und in Südeuropa steigt sie bis auf etwa 1200 Meter an, selten auch noch höher (max. bisher 1850 Meter).

## Phänologie und Lebensweise
Die Art uni- bis bivoltin; d. h. es werden je nach Region eine oder zwei Generationen ausgebildet. Von Nord- und Ostdeutschland und Nordungarn bis zum Baltikum und nördlich davon wird nur eine Generation gebildet, deren Falter in einer langen Flugperiode von Mitte Juni bis Mitte August fliegen. Selten wird in diesen Gebieten eine unvollständige zweite Generation gebildet, deren Falter von Ende August bis Mitte September fliegen. In den wärmeren Regionen West- und Süddeutschlands, Frankreichs und südlich der Alpen bildet die Art zwei Generationen, deren Falter von Mitte Mai bis Ende September, mit einer kurzen Unterbrechung im Juli zwischen den beiden Generationen fliegen. Die lange Flugperiode wird durch die unterschiedlich schnelle Entwicklung der Raupen verursacht.
Die Raupen sind ausgesprochen polyphag und wurden an einer Vielzahl an krautigen Pflanzen und Gräsern gefunden. In der Literatur werden genannt: Hohe Schlüsselblume (Primula elatior), Löwenzahn (Leontodon), Taubnesseln (Lamium), Hunds-Veilchen (Viola canina), Breitwegerich (Plantago major), Echter Arznei-Baldrian (Valeriana officinalis), Spitzwegerich (Plantago lanceolata), Weiße Fetthenne (Sedum album), Sumpf-Pippau (Crepis paludosa), Gewöhnlicher Löwenzahn (Taraxacum officinale), Gemeine Schafgarbe (Achillea millefolium), Heidelbeere (Vaccinium myrtillus), Besenheide (Calluna vulgaris), Wolliges Honiggras (Holcus lanatus), Rohrglanzgras (Phalaris arundinacea), Rispengräser (Poa), Mädesüß (Filipendula) und vermutlich auch gefallenes Laub. Die Zucht gelang auch noch mit anderen Pflanzen, wie Feld-Beifuß (Artemisia campestris), Beifuß (Artemisia vulgaris), Mittleres Leinblatt (Thesium linophyllon), Gewöhnliches Greiskraut (Senecio vulgaris), Kleines Mädesüß (Filipendula vulgaris), Gewöhnliche Waldrebe (Clematis vitalba), Gilbweiderich (Lysimachia), Vogel-Knöterich (Polygonum aviculare), Weißdorne (Crataegus), Gartensalat (Lactuca sativa) und Marien-Glockenblume (Campanula medium).
Die Raupe überwintert und verpuppt sich im Frühjahr.

## Systematik
Die Art wurde 1758 von Carl von Linné unter dem Namen Phalaena Geometra immutata erstmals wissenschaftlich beschrieben. Derzeit wird sie in zwei Unterarten, die nominotypische Unterart Scopula immutata immutata und Scopula immutata contramutata Prout, 1920 unterteilt. Letztere findet sich in der Literatur aber auch als selbständige Art.

## Gefährdung
Die Art gilt in Deutschland insgesamt als nicht gefährdet. Sie ist lediglich in Nordrhein-Westfalen als gefährdet (Kategorie 3) eingestuft. Im Saarland ist sie potenziell gefährdet (Kategorie 4) und in Hamburg steht sie in Kategorie 5, d. h. die Art könnte bei fortschreitender Lebensraumzerstörung gefährdet sein.